# Śmiejący się policjant
Śmiejący się policjant (szw. Den skrattande polisen) – powieść kryminalna autorstwa szwedzkiej pary pisarskiej Sjöwall i Wahlöö, wydana w 1968. Jest to czwarty utwór z cyklu, w którym głównym bohaterem jest Martin Beck. Jonathan Franzen napisał tekst o tej powieści, zamieszczony w zbiorze "Farther Away". Według niego obraz Szwecji w powieści jest przesadnie krytyczny, co daje komiczny efekt.

## Fabuła
13 listopada w miejskim autobusie linii 47, marki Leyland Atlantean na granicy Solny i Sztokholmu zabójca otwiera ogień i morduje osiem osób, w tym współpracownika Becka – Åke Stenströma. Motyw zabójcy pozornie nie jest możliwy do ustalenia, ale Beck podejrzewa, że stoi za tym jakiś skomplikowany plan.

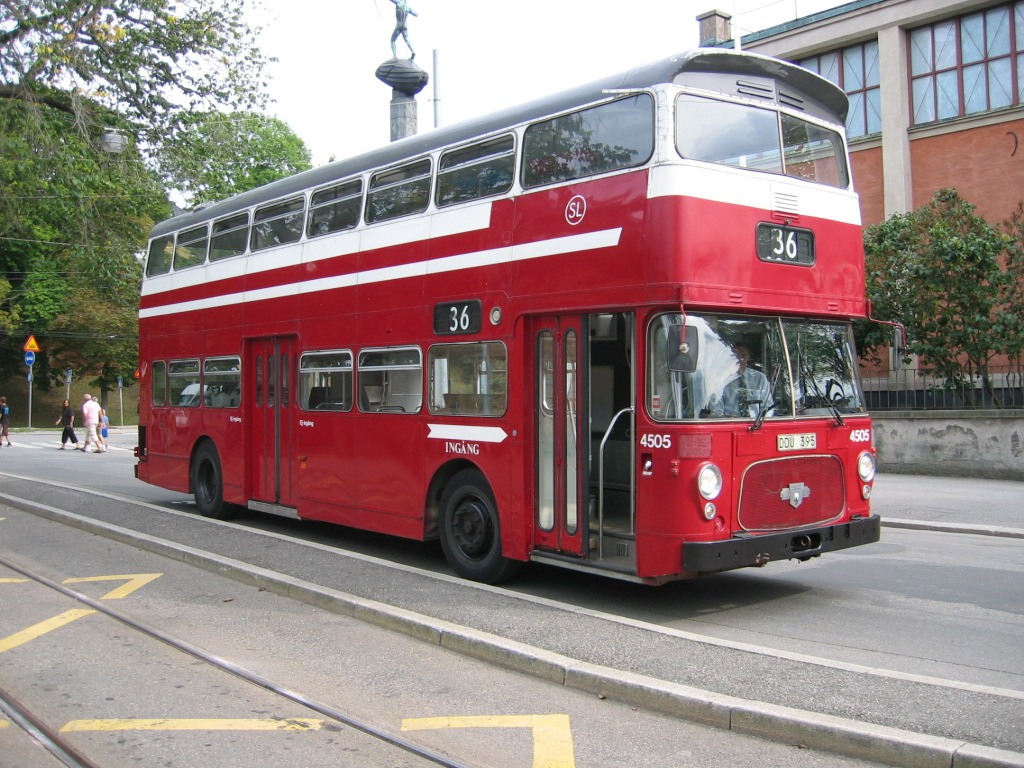
Autobus marki Leyland Atlantean w Sztokohlomie

## Nagrody
Powieść została nagrodzona Nagrodą im. Edgara Allana Poego (1971). Inne nagrody przyznane dziełu to:
- The Swedish Academy of Crime Writers Award (Szwecja, 1993),
- Gran Giallo Citta di Cattolica (Włochy, 1973),
- Expressen’s Sherlock Statue (Szwecja, 1968)[3].

## Ekranizacja
W 1973 Stuart Rosenberg nakręcił na podstawie książki film Uśmiechnięty gliniarz (The Laughing Policeman) ze scenariuszem Thomasa Rickmana. Bruce Dern stworzył w nim rolę komisarza Leo Larsena. Ponadto w filmie zagrał Walter Matthau. Akcja filmu przeniesiona została do San Francisco.